# Txaikin
Txaikin - Чайкин (rus) - és un khútor del krai de Krasnodar, a Rússia. Es troba al capdamunt del rierol Kapustnaia, a 14 km al nord-est d'Otràdnaia i a 215 km al sud-est de Krasnodar. Pertany al poble de Blagodàrnoie.